# 第66回日本レコード大賞
第66回日本レコード大賞（だい66かいにほんレコードたいしょう）は、日本作曲家協会が主催する66回目の日本レコード大賞。2024年（令和6年）12月30日に新国立劇場中劇場で最終審査会及び発表音楽会を開催。
発表音楽会の模様はTBSテレビ・TBSラジオをキーステーションに全国で放送された。
ノミネートおよび各賞発表は、11月21日に主催者から発表された。

## 概要
- 第66回の日本レコード大賞は、3人組ロックバンドのMrs. GREEN APPLEが歌唱した「ライラック」に決定した[3]。Mrs. GREEN APPLEは2年連続2回目の受賞で、日本レコード大賞を連覇するのは、2017年および2018年の乃木坂46以来[注 2]、6年ぶり9組目、元号が令和となってからは初めてとなった。複数回受賞するのは12組目。また、アニメソングで大賞を受賞するのは、2020年のLiSAが受賞した「炎」以来、4年ぶりとなった[注 3]。さらに、バンドでの2連覇は史上初となった。
- なお、2024年12月29日に大韓民国の務安国際空港でチェジュ航空2216便事故が発生し、韓国政府が2025年1月4日までを国家哀悼期間に指定したことを受けて、韓国のアーティスト[注 4]は喪章を付けた上で出演した[4]。
- 最優秀新人賞の読み上げは前年に引き続き司会の川口春奈が、大賞の読み上げは2013年の第55回から引き続き司会の安住紳一郎が担当した。
- なお、大賞を有力視していたCreepy Nutsは当日の授賞式は欠席。歌唱は事前収録となった。
- 特別国際音楽賞を受賞したLE SSERAFIMのメンバーの一人である、SAKURA（宮脇咲良）は2017年の第59回でAKB48のメンバーとしての出演以来、7年ぶりの出演となった。
- コスト削減及び高品質な制作環境の確保の観点から、日本電信電話（NTT）と東日本電信電話（NTT東日本）の協力を得た上で会場の新国立劇場とTBS放送センターの間をInnovative Optical and Wireless Network（IOWN）で接続し、リモートによる番組制作を行った[5]。

## 放送時間

### テレビ放送
- 17:30 - 22:00（JNN28局ネット）[6]

### ラジオ放送
- 18:00 - 22:00（JRNネット）
  - 同時ネット:TBSラジオ（中継制作局）、CBCラジオ、南日本放送
  - 19:00飛び乗り:HBCラジオ、北陸放送、大分放送、RBCiラジオ

## 出演者

### 総合司会
- 安住紳一郎（TBSアナウンサー）[7]
- 川口春奈

### リポーター・ナビゲーター
- 江藤愛（TBSアナウンサー）[8]

### ラジオ中継進行
- 赤荻歩（TBSアナウンサー）[9]

### ナレーション
- ジョン・カビラ

## 受賞作品・受賞者一覧

### 日本レコード大賞
- 「ライラック」
  - 歌手 - Mrs. GREEN APPLE
  - 作詞・作曲 - 大森元貴
  - 編曲 - 久保田真悟(Jazzin'park)、大森元貴
  - プロデューサー - AKINORI SASAKI（SHOW TIME INC,）
  - 所属事務所 - Project-MGA（共同：ユニバーサルミュージック）
  - レコード会社 - EMI Records（ユニバーサルミュージック）

### 優秀作品賞（大賞ノミネート作品）
- Da-iCE「I wonder」
- Omoinotake「幾億光年」
- 山内惠介「紅の蝶」
- NewJeans「Supernatural」
- FRUITS ZIPPER「NEW KAWAII」
- Creepy Nuts「Bling-Bang-Bang-Born」
- BE:FIRST「Masterplan」
- 純烈「夢みた果実」
- Mrs. GREEN APPLE「ライラック」
- JO1「Love seeker」

### 最優秀歌唱賞
- milet

### 特別賞
- Creepy Nuts
- GLAY
- tuki.
- TOMORROW X TOGETHER
- Number i
- 浜崎あゆみ

### 特別アルバム賞
- 宇多田ヒカル「SCIENCE FICTION」

### 特別国際音楽賞
- 新しい学校のリーダーズ
- LE SSERAFIM

### 作曲賞
- 所ジョージ「全てあげよう」（歌唱：新浜レオン）

### 作詩賞
- コレサワ「最上級にかわいいの!」（歌唱：超ときめき♡宣伝部）

### 編曲賞
- 萩田光雄「迷宮のマリア」（歌唱：辰巳ゆうと）

### 最優秀新人賞
- こっちのけんと

### 新人賞（最優秀新人賞ノミネート）
- ILLIT
- 梅谷心愛
- こっちのけんと
- 小山雄大
- ME:I

### 企画賞
- Ayumu Imazu「Obsessed」
- 松本孝弘「THE HIT PARADE II」

### 日本作曲家協会選奨
- 五木ひろし

### 日本作曲家協会名曲顕彰
- 「上を向いて歩こう」

### 功労賞
- エルトン永田
- 松下英二

### 特別功労賞
- 小澤征爾（指揮者）
- キダ・タロー（作曲家）
- 園まり（歌手）
- 谷川俊太郎（詩人・作詞家）
- 仲宗根美樹（歌手）
- 中山美穂（歌手・俳優）
- 西田敏行（俳優・歌手）
- 真島茂樹（振付師）
- 八代亜紀（歌手）
- 山北由希夫（作詞家）

## 中継スタッフ
- 舞台監督：植木修一
- ライブ演出：柴田猛司
- 総合演出：赤阪千明
- プロデューサー：髙宮望、池田尚弘、寺田裕樹
- 制作プロデューサー：落合芳行、大木真太郎
- 制作：TBSコンテンツ制作局バラエティー制作第一部
- 製作著作：TBS

## 視聴率
世帯平均視聴率は、第1部（17:30 - 19:00）が7.7%、第2部（19:00 - 22:00）が11.2%（関東地区、ビデオリサーチ調べ・リアルタイム）となり、過去最低となった前年より第1部が1.0%、第2部が1.6%それぞれ上回った。